# 重骑兵

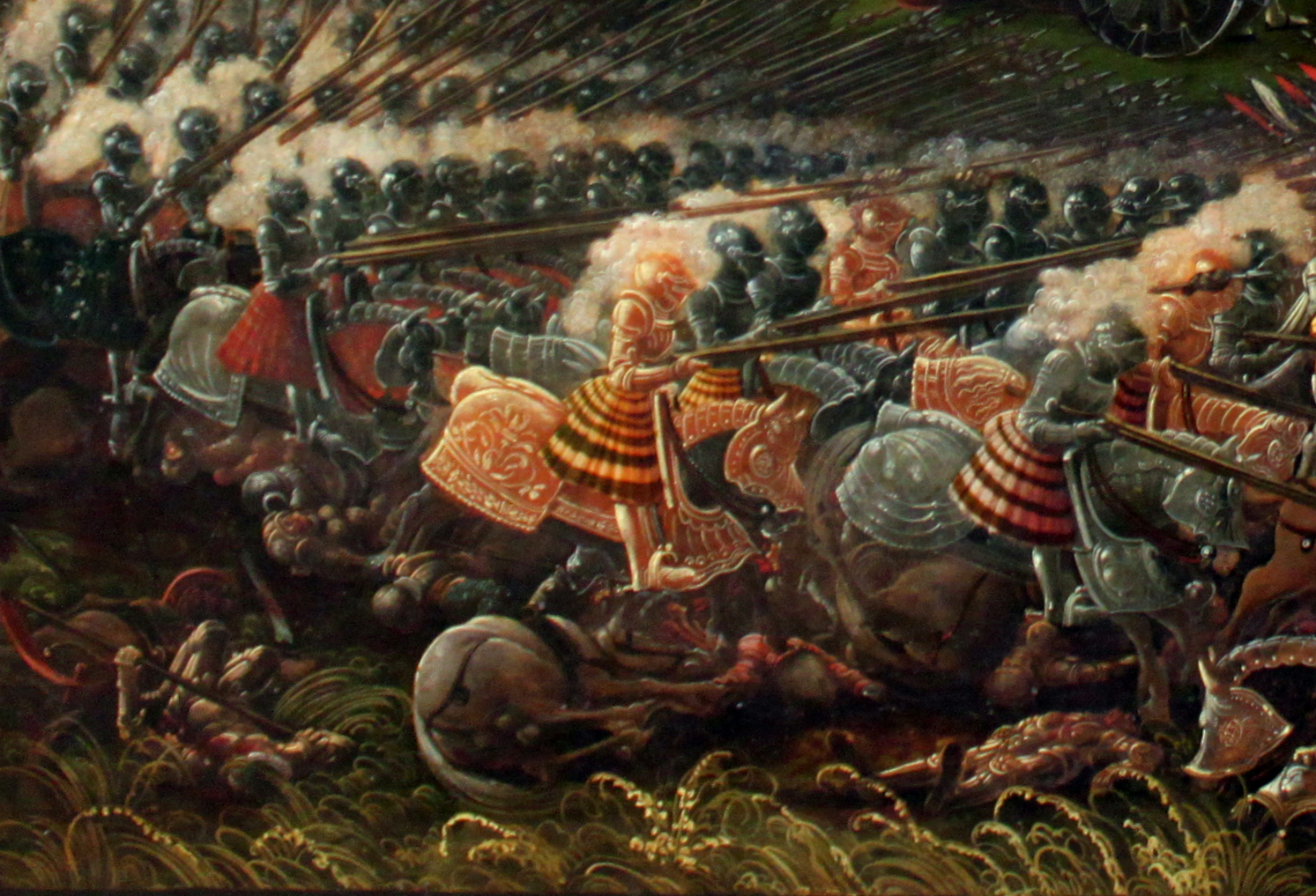
16世纪早期装备全身板甲和重骑枪的重骑兵

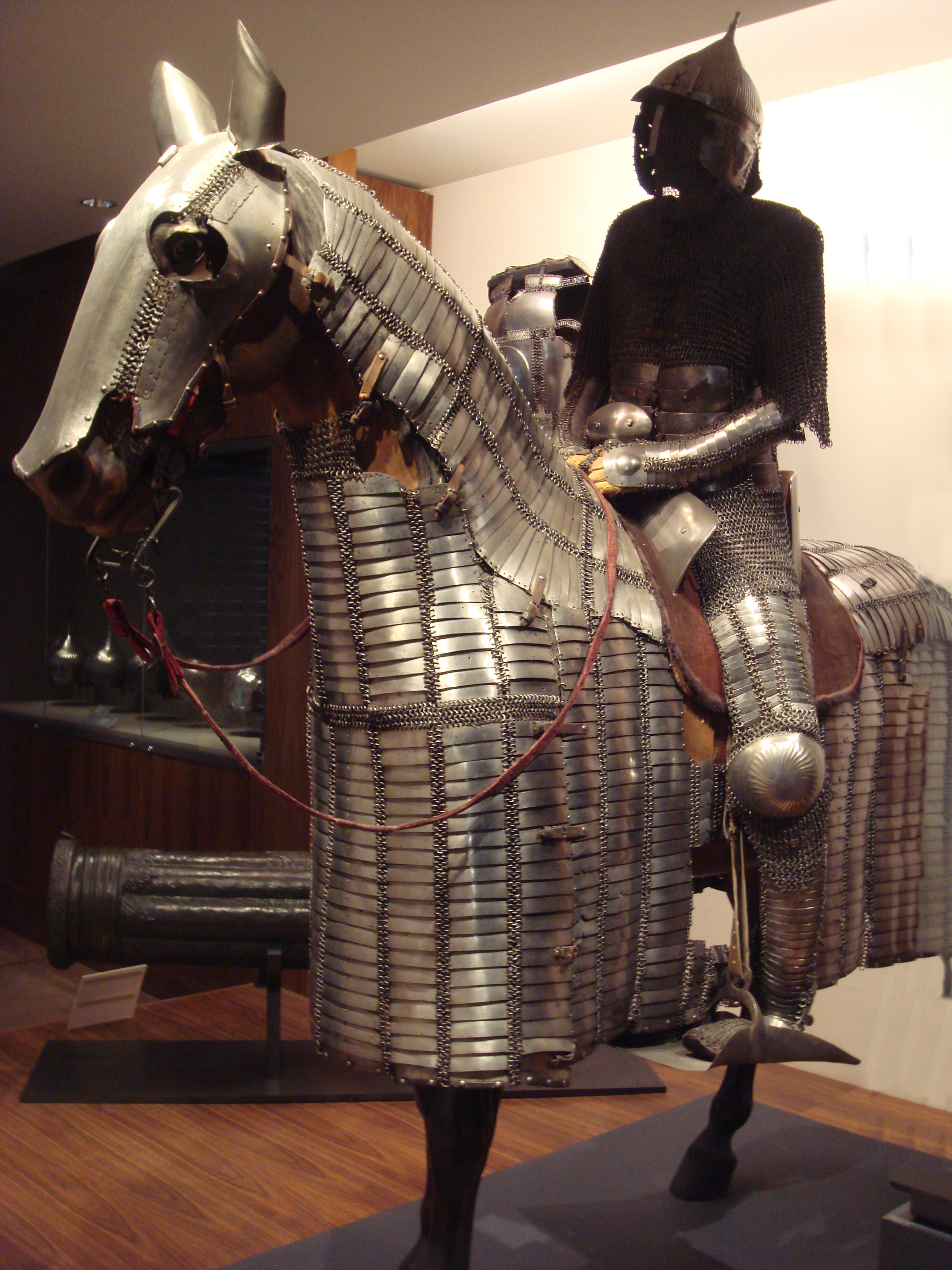
奥斯曼帝国的马木留克重騎兵（1550年左右）

重骑兵主要泛指全副武装的騎馬部隊；其黃金時期較現在一般泛指的輕騎兵要來的早。一般裝備著較厚重的武裝；且其馬匹多半披有馬鎧。最早可能起源於安息和萨珊王朝。經阿拉伯傳入西欧演变为骑士。

## 武裝

### 攻擊武器
早期的重騎兵的武器與輕騎兵相距不遠，由拋槍，弓，長槍以至劍等近身戰武器都有。到了中世紀，騎士大都以長槍作主要武器，刀劍為輔助武器，當槍掉落或損壞後再拔劍(十一世紀到十三世紀的武裝劍(騎士劍)長約80-90公分，十四世紀到十六世紀則有長度約在130公分左右的長劍或手半劍)；短劍也會配備。到了15世紀，他們也開始配備火繩槍，於是有了卡賓槍的出現。手槍的槍柄也有造成圓槌形以方便直接打擊敵人。

### 防禦
上古時代的重騎兵與重步兵之防具並沒有很大差異，但下半身甲冑可能比較多一點，盾較小一些，以方便在馬上使用，也有裝備馬甲。波斯人於公元3世紀開始使用以金屬薄片製成的全身馬甲，但後來因與機動力高的阿拉伯人騎兵戰鬥而棄用。他們同時也使用全身裝甲，上半身為鏈甲(鎖子甲)，下半身為板金甲，還有護脛。
中世紀騎士形成後，重騎兵的武裝逐漸專門化。左手持的鳶形盾牌是當時流行防具。鏈甲的包覆部位則越來越多，到12世紀時，連手指和腳都裹起了，此時馬匹也是全身披上了鏈甲。13世紀時，騎士開始使用樽型頭盔，同時肩甲，護手和護膝也出現了。由於冶金技術進步，這時的板甲已不可同日而語。14世紀初，人們開始在全身使用板甲，同時內裡也穿有鏈甲和(或)皮革軟甲加強防護。15世紀時，板甲發展至顛峰，但由于捨棄了盾，左半邊(脖子、左肩、左胸等部位)的防護則再加強，甚至還加上了冠板以抵擋槍尖和劍尖。連馬也普遍用上板甲，有的更有護脛；某些國家則有配備馬甲的超重裝騎兵以及騎士裝甲稍次，馬甲完全廢棄的重裝騎兵。
16世紀以後，由於火槍和炮的進步，使厚重裝甲變得毫無意義，於是人們開始拿掉鎧甲以加強機動性，但毫無防禦也使騎兵傷亡漸增，於是又出現了胸甲騎兵，是在傳統騎兵完全從戰場上消失前重裝騎兵最後的模樣，戴著頭盔，只有胸前穿著護甲，以防御槍彈的攻擊，主要持軍刀向前衝鋒進行突擊戰。

## 关联項目
- 甲骑具装
- 騎兵
- 轻骑兵
- 龙骑兵
- 枪骑兵
- 胸甲骑兵
- 弓骑兵
- 马木留克
- 铁甲骑兵